# Plecia punctulata
Plecia punctulata är en tvåvingeart som beskrevs av Hardy 1940. Plecia punctulata ingår i släktet Plecia och familjen hårmyggor. Inga underarter finns listade i Catalogue of Life.